# Рамајана
Рамајана је индијски еп, настао између 4. века п. н. е. и 2. века нове ере. Састоји се од 38.000 стихова. То је један од два главна санскритска епа древне Индије и важан текст хиндуизма, при чему је други Махабарата.
Рамајана један је од највећих античких епова у светској књижевности. Састоји се од скоро 24.000 стихова (углавном постављених у метру Шлока/Ануштубха), подељених у седам кана, од којих су прва и седма каснији додаци. Она припада жанру Итихаса, наратива о прошлим догађајима (пураврта), испреплетених учењима о циљевима људског живота. Процене научника за најранију фазу текста крећу се од 7. до 4. века пре нове ере, са каснијим фазама које се протежу до 3. века нове ере.
Постоји много верзија Рамајане на индијским језицима, поред будистичких, сикских и џаинских адаптација. Постоје и камбоџанска (Римкер), индонежанска, филипинска, тајландска (Рамакин), лаоска, бурманска и малајска верзија приче. Препричавања укључују Камбанов Рамаватарам на тамилском језику (око 11. – 12. век), Ранганата Рамајанам Гоне Буде Редија на телушком (око 13. век), Мадаве Кандалова Саптаканда Рамајана на асамском језику (око 14. век), Критибас Ојхова Критиваси Рамајан (такође позната као Сри Рам Панчали) на бенгалском (око 15. века), Сарала Дасова Виланка Рамајана (око 15. век) и Баларама Дасова Јагамохана Рамајана (позната и као Данди Рамајана) (око 16. века) у одији, сант Екнатова Баварт Рамајана (око 16. века) у маратију, Тулсидасов Рамчаритаманас (око 16. века) у авадију (који је источни облик хиндустанског језика) и Тунчату Езхутачанов Адјатмарамајанам у малајаламу (око 17. века).

## О делу
Дело је мит о сплетки којом је Рама, божански јунак и краљ, уклоњен са престола, а његова верна жена Сита отета и одведена у Шри Ланку. Рама је отеловљење праведности и сматрају га једним од десет аватара (отеловљења) бога Вишнуа. Појавило се мишљење да богови у сваком раздобљу шаљу једног аватара.

## Значај дела
У народном хиндуизму прича о Рами не слуша се само од раног детињства, већ постаје и основа свакодневног живота. Рама се призива на почетку сваког подухвата и захваљује му се после успешно обављеног посла. Његова јуначка дела постала су пример за углед и подстицај за исправно понашање. Његово име служи за утеху остарелим и пева се на сахранама, док се тело мртвог човека односи на спаљивање.
Рамина жена, Сита, постала је пример верне жене, па су је величали због врлина љубави и оданости.